# Darwin (sistema operativo)
Darwin es un sistema operativo de código abierto tipo Unix, lanzado por primera vez por Apple Inc. en el año 2000. Está compuesto por código desarrollado por Apple, así como por código derivado de NeXTSTEP, BSD, Mach (XNU) y otros proyectos de software libre.
Darwin forma el núcleo de los componentes en los que se basan macOS (anteriormente OS X y Mac OS X), iOS, watchOS, tvOS, y iPadOS. Es mayormente compatible con POSIX, pero nunca, por sí mismo, ha sido certificado como compatible con ninguna versión de POSIX. Empezando con Leopard, macOS ha sido certificado como compatible con la Especificación Única UNIX versión 3 (SUSv3).

## Historia
La herencia de Darwin comenzó con el sistema operativo NeXTSTEP de NeXT (más tarde, desde la versión 4.0, conocida como OPENSTEP), lanzado por primera vez en 1989. Después de que Apple compró NeXT en 1997, anunció que basaría su próximo sistema operativo en OPENSTEP. Este se desarrolló en Rhapsody en 1997, Mac OS X Server 1.0 en 1999, Mac OS X Public Beta en 2000, y Mac OS X 10.0 en 2001. En 2000, los componentes del sistema operativo central de Mac OS X se lanzaron como software de código abierto bajo la Licencia de Fuente Pública de Apple (APSL) como Darwin; los componentes de nivel superior, como los framework de Cocoa y Carbón, siguieron siendo de código cerrado. El nombre es un tributo al naturalista británico Charles Darwin.
Hasta Darwin 8.0.1, Apple publicó un instalador binario (como una imagen ISO) después de cada lanzamiento importante de Mac OS X que permitía instalar Darwin en sistemas PowerPC e Intel x86 como un sistema operativo autónomo. Las actualizaciones menores se publicaron como paquetes que se instalaban por separado. Darwin ahora solo está disponible como código fuente, excepto la variante ARM, que no ha sido liberada de ninguna forma separada de iOS, watchOS o tvOS.

## Véase también

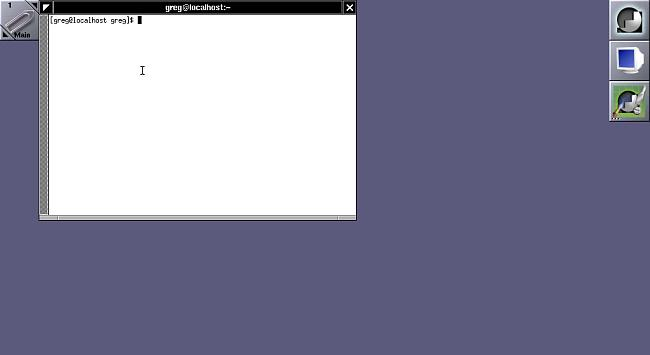
Window Maker en XDarwin